# 1911 год в театре
1911 год в театре

## События
- Открыт оперный Театр Эркеля в Будапеште.

## Персоналии

### Родились
- 26 марта — Теннесси Уильямс, американский писатель и драматург.
- 11 апреля — Гюнтер Реннерт, немецкий театральный деятель, оперный режиссёр.
- 12 мая — Ширьяздан Сарымсаков, советский и татарский актёр, режиссёр театра. Заслуженный деятель искусств РСФСР.
- 17 мая — Софья Станиславовна Пилявская, советская и российская актриса театра и кино, народная артистка СССР.
- 11 июля — Мария Глазрова, чехословацкая актриса, лауреат Государственной премии, заслуженная артистка Чехословакии.
- 6 августа — Орацио Коста, итальянский театральный деятель, театральный режиссёр, актёр.
- 15 октября – Оскар Лийганд, заслуженный артист Эстонской ССР.
- 24 октября — Аркадий Исаакович Райкин, режиссёр, сценарист, актёр, юморист, народный артист СССР.
- 1 ноября — Сергей Дмитриевич Столяров, актёр театра и кино, лауреат Сталинской премии, народный артист РСФСР (1969).
- 7 декабря — Ольга Артуровна Викландт, советская актриса театра и кино, народная артистка РСФСР (1949).
- 18 декабря — Жюль Дассен, театральный актёр и режиссёр, отец Джо Дассена.